# 艾薇·安德森
艾薇·嘉寶·安德森（英語：Ever Gabo Anderson，2007年11月3日—），美國童星，女性模特兒。

## 早年生活
艾薇的母親是著名女星蜜拉·喬娃維琪，父親是英藉導演保羅·W·S·安德森，她得到雙親的鼓勵在娛樂圈發展。

## 事業
艾薇在9歲時為兒童版時尚雜誌當封面模特兒，初登銀幕是2016年，在其父親執導電影《惡靈古堡：最終章》中飾演兒時的艾莉絲·馬庫斯（成年角色由她的母親飾演）。她在《黑寡婦》亦飾演女主角娜塔莎·羅曼諾娃的孩童角色。